# Karlsruher Sport-Club Mühlburg-Phönix 1989-1990
Questa voce raccoglie le informazioni riguardanti il Karlsruher Sport-Club Mühlburg-Phönix nelle competizioni ufficiali della stagione 1989-1990.

## Stagione
Nella stagione 1989-1990 il Karlsruhe, allenato da Winfried Schäfer, concluse il campionato di Bundesliga al 10º posto. In Coppa di Germania il Karlsruhe fu eliminato agli ottavi di finale dall'Osnabrück.

## Rosa
| N. |                     | Ruolo | Calciatore         |
| -- | ------------------- | ----- | ------------------ |
| 2  | Germania (bandiera) | D     | Gunther Metz       |
| 4  | Germania (bandiera) | D     | Michael Wittwer    |
| 14 | Germania (bandiera) | A     | Eberhard Carl      |
|    | Germania (bandiera) | P     | Alexander Famulla  |
|    | Germania (bandiera) | P     | Oliver Kahn        |
|    | Germania (bandiera) | D     | Ralph Bany         |
|    | Croazia (bandiera)  | D     | Srećko Bogdan      |
|    | Germania (bandiera) | D     | Oliver Kreuzer     |
|    | Germania (bandiera) | D     | Jenner Külbag      |
|    | Germania (bandiera) | D     | Marc Rapp          |
|    | Germania (bandiera) | D     | Thomas Süss        |
|    | Germania (bandiera) | D     | Karl-Heinz Wöhrlin |

| N. |                     | Ruolo | Calciatore        |
| -- | ------------------- | ----- | ----------------- |
|    | Germania (bandiera) | C     | Michael Harforth  |
|    | Germania (bandiera) | C     | Frank Kastner     |
|    | Serbia (bandiera)   | C     | Milorad Pilipović |
|    | Germania (bandiera) | C     | Rainer Scharinger |
|    | Germania (bandiera) | C     | Lars Schmidt      |
|    | Germania (bandiera) | C     | Mehmet Scholl     |
|    | Germania (bandiera) | C     | Rainer Schütterle |
|    | Germania (bandiera) | C     | Michael Sternkopf |
|    | Germania (bandiera) | C     | Wolfgang Trapp    |
|    | Germania (bandiera) | A     | Arno Glesius      |
|    | Germania (bandiera) | A     | Helmut Hermann    |
|    | Germania (bandiera) | A     | Daniel Simmes     |

## Organigramma societario
Area tecnica
- Allenatore: Winfried Schäfer
- Allenatore in seconda: Rainer Ulrich
- Preparatore dei portieri:
- Preparatori atletici:

## Calciomercato

### Sessione estiva
| Acquisti | Acquisti          | Acquisti             | Acquisti |
| R.       | Nome              | da                   | Modalità |
| -------- | ----------------- | -------------------- | -------- |
| D        | Ralph Bany        | 1. FC Pforzheim      |          |
| A        | Eberhard Carl     | 1. FC Pforzheim      |          |
| D        | Marc Rapp         | Karlsruhe (juniores) |          |
| C        | Rainer Schütterle | Stoccarda            |          |

| Cessioni | Cessioni       | Cessioni            | Cessioni |
| R.       | Nome           | a                   | Modalità |
| -------- | -------------- | ------------------- | -------- |
| A        | Bernhard Raab  | Hessen Kassel       |          |
| C        | Fabrizio Hayer | Rot-Weiss Essen     |          |
| A        | Jochen Heisig  | Hannover 96         |          |
| C        | Michael Spies  | Borussia M'gladbach |          |

### Sessione invernale
| Acquisti | Acquisti | Acquisti | Acquisti |
| R.       | Nome     | da       | Modalità |
| -------- | -------- | -------- | -------- |

| Cessioni | Cessioni | Cessioni | Cessioni |
| R.       | Nome     | a        | Modalità |
| -------- | -------- | -------- | -------- |

## Risultati

### Bundesliga

#### Girone di andata
| Arbitro: | Löwer |

|                        |           |  |
| Hartmann 30’ Kastl 38’ | Marcatori |  |

| Karlsruhe 5 agosto 1989, ore 15:30 CEST 2ª giornata | Karlsruhe | 0 – 0 referto | Bayer Uerdingen | Wildparkstadion (14 000 spett.)\| Arbitro: \| Wiesel \| |
| Arbitro:                                            | Wiesel    |               |                 |                                                         |

| Arbitro: | Kriegelstein |

|                                                             |           |               |
| Labbadia 10’, 57’ Friedmann 63’ Kuntz 79’ Schupp 90’ (rig.) | Marcatori | 75’ Sternkopf |

| Arbitro: | Krug |

|                              |           |                          |
| Kreuzer 11’, 18’ Hermann 53’ | Marcatori | 5’, 28’ Dorfner 36’ Thon |

| Arbitro: | Mierswa |

|          |           |             |
| Kree 44’ | Marcatori | 62’ Kreuzer |

| Karlsruhe 26 agosto 1989, ore 15:30 CEST 6ª giornata | Karlsruhe | 0 – 0 referto | St. Pauli | Wildparkstadion (14 000 spett.)\| Arbitro: \| Theobald \| |
| Arbitro:                                             | Theobald  |               |           |                                                           |

| Arbitro: | Barnick |

|                                                  |           |  |
| Schmidt 34’ (aut.) Bockenfeld 35’ Rufer 46’, 48’ | Marcatori |  |

| Arbitro: | Werner |

|                        |           |            |
| Hermann 47’ Simmes 49’ | Marcatori | 83’ Möller |

| Arbitro: | Dardenne |

|                                    |           |  |
| Schneider 31’ Wirsching 75’ (rig.) | Marcatori |  |

| Arbitro: | Schmidhuber |

|  |           |           |
|  | Marcatori | 33’ Spies |

| Arbitro: | Assenmacher |

|                           |           |  |
| Dittmer 73’ Jurgeleit 82’ | Marcatori |  |

| Arbitro: | Blattmann |

|                           |           |                         |
| Sternkopf 11’ Kreuzer 62’ | Marcatori | 50’ Chaloupka 57’ Fuchs |

| Karlsruhe 14 ottobre 1989, ore 15:30 CET 13ª giornata | Karlsruhe | 0 – 0 referto | Colonia | Wildparkstadion (20 000 spett.)\| Arbitro: \| Barnick \| |
| Arbitro:                                              | Barnick   |               |         |                                                          |

| Arbitro: | Weber |

|  |           |             |
|  | Marcatori | 60’ Hermann |

| Arbitro: | Steinborn |

|                            |           |  |
| Glesius 47’ Schütterle 84’ | Marcatori |  |

| Arbitro: | Richmann |

|              |           |             |
| Andersen 19’ | Marcatori | 47’ Hermann |

| Arbitro: | Osmers |

|                                    |           |  |
| Schütterle 31’ Harforth 44’ (rig.) | Marcatori |  |

#### Girone di ritorno
| Arbitro: | Föckler |

|             |           |  |
| Hermann 25’ | Marcatori |  |

| Arbitro: | Theobald |

|          |           |  |
| Fach 19’ | Marcatori |  |

| Karlsruhe 9 dicembre 1989, ore 15:30 CET 20ª giornata | Karlsruhe | 0 – 0 referto | Kaiserslautern | Wildparkstadion (18 000 spett.)\| Arbitro: \| Löwer \| |
| Arbitro:                                              | Löwer     |               |                |                                                        |

| Arbitro: | Kriegelstein |

|                                     |           |          |
| Wohlfarth 45’, 51’, 66’ Schwabl 62’ | Marcatori | 26’ Süss |

| Arbitro: | Harder |

|                           |           |          |
| Schütterle 69’ Bogdan 81’ | Marcatori | 18’ Kree |

| Arbitro: | Weber |

|               |           |                  |
| Knoflíček 81’ | Marcatori | 55’ (aut.) Ippig |

| Arbitro: | Krug |

|                        |           |              |
| Hermann 36’ Bogdan 55’ | Marcatori | 77’ Bratseth |

| Arbitro: | Heitmann |

|                         |           |  |
| Zorc 25’ Rummenigge 55’ | Marcatori |  |

| Karlsruhe 24 marzo 1990, ore 15:30 CET 26ª giornata | Karlsruhe | 0 – 0 referto | Norimberga | Wildparkstadion (19 000 spett.)\| Arbitro: \| Kentsch \| |
| Arbitro:                                            | Kentsch   |               |            |                                                          |

| Mönchengladbach 31 marzo 1990, ore 15:30 CEST 27ª giornata | Borussia M'gladbach | 0 – 0 referto | Karlsruhe | Bökelbergstadion (21 683 spett.)\| Arbitro: \| Steinborn \| |
| Arbitro:                                                   | Steinborn           |               |           |                                                             |

| Arbitro: | Dardenne |

|  |           |                         |
|  | Marcatori | 42’ Herrmann 82’ Maciel |

| Düsseldorf 12 aprile 1990, ore 20:00 CEST 29ª giornata | Fortuna Düsseldorf | 0 – 0 referto | Karlsruhe | Rheinstadion (11 000 spett.)\| Arbitro: \| Theobald \| |
| Arbitro:                                               | Theobald           |               |           |                                                        |

| Arbitro: | Umbach |

|  |           |                                                       |
|  | Marcatori | 16’ Schmidt 40’, 66’ Schütterle 63’ Bogdan 90’ Scholl |

| Arbitro: | Assenmacher |

|                                   |           |  |
| Schütterle 24’ Carl 41’, 51’, 69’ | Marcatori |  |

| Arbitro: | Föckler |

|            |           |  |
| Merkle 85’ | Marcatori |  |

| Arbitro: | Pauly |

|          |           |  |
| Carl 73’ | Marcatori |  |

| Arbitro: | Steinborn |

|                        |           |  |
| Rzehaczek 25’ Nehl 36’ | Marcatori |  |

### Coppa di Germania
| Arbitro: | Schneider |

|                               |           |                                                |
| Knecht 79’ (rig.), 84’ (rig.) | Marcatori | 5’, 38’ Schütterle 27’, 59’ Metz 68’, 80’ Carl |

| Arbitro: | Pauly |

|               |           |                           |
| Schweizer 46’ | Marcatori | 4’ Kreuzer 24’ Schütterle |

| Arbitro: | Broska |

|                                    |           |                      |
| Schulz 42’, 64’ (rig.), 67’ (rig.) | Marcatori | 24’ Glesius 87’ Carl |

## Statistiche

### Statistiche di squadra
| Competizione      | Punti | In casa | In casa | In casa | In casa | In casa | In casa | In trasferta | In trasferta | In trasferta | In trasferta | In trasferta | In trasferta | Totale | Totale | Totale | Totale | Totale | Totale | DR |
| Competizione      | Punti | G       | V       | N       | P       | Gf      | Gs      | G            | V            | N            | P            | Gf           | Gs           | G      | V      | N      | P      | Gf     | Gs     | DR |
| ----------------- | ----- | ------- | ------- | ------- | ------- | ------- | ------- | ------------ | ------------ | ------------ | ------------ | ------------ | ------------ | ------ | ------ | ------ | ------ | ------ | ------ | -- |
| Bundesliga        | 32    | 17      | 8       | 7       | 2       | 21      | 11      | 17           | 2            | 5            | 10           | 11           | 28           | 34     | 10     | 12     | 12     | 32     | 39     | -7 |
| Coppa di Germania | -     | 0       | 0       | 0       | 0       | 0       | 0       | 3            | 2            | 0            | 1            | 10           | 6            | 3      | 2      | 0      | 1      | 10     | 6      | +4 |
| Totale            | 32    | 17      | 8       | 7       | 2       | 21      | 11      | 20           | 4            | 5            | 11           | 21           | 34           | 37     | 12     | 12     | 13     | 42     | 45     | -3 |

### Andamento in campionato
| Giornata  | 1  | 2  | 3  | 4  | 5  | 6  | 7  | 8  | 9  | 10 | 11 | 12 | 13 | 14 | 15 | 16 | 17 | 18 | 19 | 20 | 21 | 22 | 23 | 24 | 25 | 26 | 27 | 28 | 29 | 30 | 31 | 32 | 33 | 34 |
| --------- | -- | -- | -- | -- | -- | -- | -- | -- | -- | -- | -- | -- | -- | -- | -- | -- | -- | -- | -- | -- | -- | -- | -- | -- | -- | -- | -- | -- | -- | -- | -- | -- | -- | -- |
| Luogo     | T  | C  | T  | C  | T  | C  | T  | C  | T  | C  | T  | C  | C  | T  | C  | T  | C  | C  | T  | C  | T  | C  | T  | C  | T  | C  | T  | C  | T  | T  | C  | T  | C  | T  |
| Risultato | P  | N  | P  | N  | N  | N  | P  | V  | P  | P  | P  | N  | N  | V  | V  | N  | V  | V  | P  | N  | P  | V  | N  | V  | P  | N  | N  | P  | N  | V  | V  | P  | V  | P  |
| Posizione | 17 | 16 | 18 | 17 | 17 | 16 | 18 | 16 | 18 | 18 | 18 | 18 | 18 | 18 | 14 | 13 | 12 | 11 | 13 | 12 | 13 | 13 | 13 | 10 | 12 | 11 | 11 | 12 | 11 | 10 | 9  | 9  | 8  | 10 |

Legenda:

Luogo: C = Casa; T = Trasferta. Risultato: V = Vittoria; N = Pareggio; P = Sconfitta.

### Statistiche dei giocatori
| Giocatore     | Bundesliga | Bundesliga | Bundesliga  | Bundesliga | Coppa di Germania | Coppa di Germania | Coppa di Germania | Coppa di Germania | Totale   | Totale | Totale      | Totale     |
| Giocatore     | Presenze   | Reti       | Ammonizioni | Espulsioni | Presenze          | Reti              | Ammonizioni       | Espulsioni        | Presenze | Reti   | Ammonizioni | Espulsioni |
| ------------- | ---------- | ---------- | ----------- | ---------- | ----------------- | ----------------- | ----------------- | ----------------- | -------- | ------ | ----------- | ---------- |
| R. Bany       | 26         | 0          | 4           | 0          | 3                 | 0                 | 0                 | 0                 | 29       | 0      | 4           | 0          |
| S. Bogdan     | 33         | 3          | 5           | 0          | 3                 | 0                 | 1                 | 0                 | 36       | 3      | 6           | 0          |
| E. Carl       | 16         | 4          | 4           | 0          | 2                 | 3                 | 0                 | 0                 | 18       | 7      | 4           | 0          |
| A. Famulla    | 34         | 0          | 1           | 0          | 3                 | 0                 | 0                 | 0                 | 37       | 0      | 1           | 0          |
| A. Glesius    | 14         | 1          | 1           | 0          | 2                 | 1                 | 0                 | 0                 | 16       | 2      | 1           | 0          |
| M. Harforth   | 32         | 1          | 5           | 0          | 3                 | 0                 | 1                 | 0                 | 35       | 1      | 6           | 0          |
| H. Hermann    | 32         | 6          | 10          | 0          | 1                 | 0                 | 0                 | 0                 | 33       | 6      | 10          | 0          |
| O. Kahn       | 0          | 0          | 0           | 0          | 0                 | 0                 | 0                 | 0                 | 0        | 0      | 0           | 0          |
| F. Kastner    | 13         | 0          | 1           | 0          | 2                 | 0                 | 0                 | 0                 | 15       | 0      | 1           | 0          |
| O. Kreuzer    | 32         | 4          | 9           | 0          | 2                 | 1                 | 1                 | 0                 | 34       | 5      | 10          | 0          |
| J. Külbag     | 0          | 0          | 0           | 0          | 0                 | 0                 | 0                 | 0                 | 0        | 0      | 0           | 0          |
| G. Metz       | 28         | 0          | 4           | 0          | 3                 | 2                 | 2                 | 0                 | 31       | 2      | 6           | 0          |
| M. Pilipović  | 8          | 0          | 3           | 0          | 1                 | 0                 | 0                 | 0                 | 9        | 0      | 3           | 0          |
| B. Raab       | 1          | 0          | 0           | 0          | 1                 | 0                 | 0                 | 0                 | 2        | 0      | 0           | 0          |
| M. Rapp       | 0          | 0          | 0           | 0          | 0                 | 0                 | 0                 | 0                 | 0        | 0      | 0           | 0          |
| R. Scharinger | 0          | 0          | 0           | 0          | 0                 | 0                 | 0                 | 0                 | 0        | 0      | 0           | 0          |
| L. Schmidt    | 31         | 1          | 3           | 0          | 2                 | 0                 | 0                 | 0                 | 33       | 1      | 3           | 0          |
| M. Scholl     | 3          | 1          | 0           | 0          | 0                 | 0                 | 0                 | 0                 | 3        | 1      | 0           | 0          |
| R. Schütterle | 33         | 6          | 4           | 0          | 3                 | 3                 | 0                 | 0                 | 36       | 9      | 4           | 0          |
| D. Simmes     | 23         | 1          | 0           | 0          | 1                 | 0                 | 1                 | 0                 | 24       | 1      | 1           | 0          |
| M. Sternkopf  | 29         | 2          | 2           | 0          | 3                 | 0                 | 0                 | 0                 | 32       | 2      | 2           | 0          |
| T. Süss       | 26         | 1          | 6           | 0          | 2                 | 0                 | 2                 | 0                 | 28       | 1      | 8           | 0          |
| W. Trapp      | 21         | 0          | 4           | 1          | 2                 | 0                 | 1                 | 0                 | 23       | 0      | 5           | 1          |
| M. Wittwer    | 1          | 0          | 0           | 0          | 0                 | 0                 | 0                 | 0                 | 1        | 0      | 0           | 0          |
| K. Wöhrlin    | 0          | 0          | 0           | 0          | 0                 | 0                 | 0                 | 0                 | 0        | 0      | 0           | 0          |